# Amos Meller

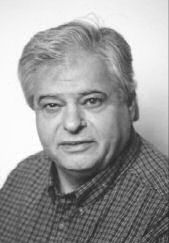
Amos Meller in den 1990er-Jahren

Amos Meller (* 1938 im Kibbuz En HaChoresch; † 23. Januar 2007 in Tel Aviv) war ein israelischer Komponist und Dirigent.
Meller war Mitbegründer des militärischen Gadna Orchestras und in den 1950er Jahren erster Geiger des 1950 Jahren gegründeten Haifa Symphony Orchestras. Danach führte ihn sein Weg zum American Symphony Orchestra, wo er ebenfalls als erster Geiger, aber auch als Assistent Leopold Stokowskis, bis 1972 sein Fachwissen als Dirigent erweiterte. Danach führte ihn sein Weg als Gast- und Chefdirigent an viele Orchester und Chöre rund um die Welt, darunter bei Orchestern in China, in Moskau und in Frankreich. In seiner Heimat dirigierte er das Chamber Orchestra of Ramat Gan. Noch im März 2003 bekam er das Angebot, das Beijing Philharmonic Orchestra und das Taipei Philharmonic Orchestra in Taiwan zu dirigieren. Er war der erste israelische Dirigent in diesen Ländern.
Als Fallschirmjäger war Meller an den Kämpfen um Jerusalem im Sechstagekrieg 1967 beteiligt und zudem Mitglied der Volleyballnationalmannschaft Israels.